# Bójka na deszczu
Bójka na deszczu lub Charlie się kocha (ang. Caught in the Rain) – amerykański film komediowy, niemy z 1914 roku. Pierwszy film całkowicie stworzony przez Charliego Chaplina.

## Fabuła
Pijany gość hotelowy (Charlie Chaplin) zaczyna się zalecać do damy, co złości jej męża.

## Obsada
- Charlie Chaplin – pijany gość hotelowy
- Mack Swain – mąż
- Alice Davenport – żona
- Alice Howell – kobieta (gość hotelowy)